# Coupe d'Angleterre de rugby à XIII 2021
Navigation
Édition précédente Édition suivante
La Coupe d'Angleterre de rugby à XIII 2021 (dite Betfred Challenge Cup pour des raisons commerciales) est la 120e édition de la Coupe d'Angleterre, compétition à élimination directe mettant aux prises des clubs de rugby à XIII amateurs et professionnels affiliés à la Rugby Football League. Des clubs anglais, gallois, écossais et français y participent. La compétition se déroule du 20 mars 2021 au 17 juillet 2021. La finale est prévue après cinq tours à élimination directe mettant aux prises les clubs professionnels et est programmée le 17 juillet 2021 au Stade de Wembley de Wembley. Les rencontres sont diffusées en direct au Royaume-Uni sur BBC Sport et Sky Sports. Les clubs amateurs ne peuvent prendre part à la compétition en raison de la pandémie de Covid-19 au Royaume-Uni.

## Clubs participants
Habituellement, l'épreuve est disputée entre les clubs professionnels de Super League, Championship et League 1 ainsi qu'un certain de clubs amateurs invités. Toutefois, en raison de la pandémie de Covid-19 au Royaume-Uni, l'épreuve n'est pas disputée cette saison par les clubs amateurs. Egalement, le club français de Toulouse olympique XIII (présent en Championship) et le club canadien de Toronto  ne prennent pas part à l'épreuve.

## Calendrier
| Tour                                        | Nom            | Dates retenues   | Équipes participantes | Équipes gagnantes |
| Épreuve éliminatoire                        |                |                  |                       |                   |
| Entrée des clubs de Championsho et League 1 |                |                  |                       |                   |
| 1                                           | Premier tour   | 20-21 mars 2021  | 16                    | 8                 |
| 2                                           | Deuxième tour  | 27-28 mars 2021  | 8                     | 4                 |
| Entrée des clubs de Super League            |                |                  |                       |                   |
| 3                                           | Troisième tour | 10-11 avril 2021 | 16                    | 8                 |
| 4                                           | 1/4e de finale | A déterminer     | 8                     | 4                 |
| 5                                           | 1/2e de finale | A déterminer     | 4                     | 2                 |
| 6                                           | Finale         | 17 juillet 2021  | 2                     | 1                 |

## Premier tour
Légende : (1) Super League, (2) Championship, (3) League 1.
Le premier tour se déroule le week-end du 20-21 mars 2021. Le tirage au sort a été effectué le 11 février 2021..
| 20-21 mars 2021 | Featherstone (2) | - (-) | (2) Bradford |  |
| 20-21 mars 2021 |                  |       |              |  |
| 20-21 mars 2021 |                  |       |              |  |

| 20-21 mars 2021 | Halifax (2) | - (-) | (2) Batley |  |
| 20-21 mars 2021 |             |       |            |  |
| 20-21 mars 2021 |             |       |            |  |

| 20-21 mars 2021 | London Broncos (2) | - (-) | (3) Keighley |  |
| 20-21 mars 2021 |                    |       |              |  |
| 20-21 mars 2021 |                    |       |              |  |

| 20-21 mars 2021 | Oldham (2) | - (-) | (3) Barrow |  |
| 20-21 mars 2021 |            |       |            |  |
| 20-21 mars 2021 |            |       |            |  |

| 20-21 mars 2021 | Sheffield (2) | - (-) | (2) York City |  |
| 20-21 mars 2021 |               |       |               |  |
| 20-21 mars 2021 |               |       |               |  |

| 20-21 mars 2021 | Swinton (2) | - (-) | (2) Newcastle |  |
| 20-21 mars 2021 |             |       |               |  |
| 20-21 mars 2021 |             |       |               |  |

| 20-21 mars 2021 | West Wales (3) | - (-) | (2) Widnes |  |
| 20-21 mars 2021 |                |       |            |  |
| 20-21 mars 2021 |                |       |            |  |

| 20-21 mars 2021 | Whitehaven (2) | - (-) | (2) Dewsbury |  |
| 20-21 mars 2021 |                |       |              |  |
| 20-21 mars 2021 |                |       |              |  |

## Phase finale
|  | Huitièmes de finale                      | Huitièmes de finale                | Huitièmes de finale                    | Huitièmes de finale                |            |            | Quarts de finale                     | Quarts de finale                     | Quarts de finale                     | Quarts de finale                     |  |  | Demi-finales                           | Demi-finales                           | Demi-finales                           | Demi-finales                           |  |  | Finale                                 | Finale                                 | Finale                                 | Finale                                 |
|  |                                          |                                    |                                        |                                    |            |            |                                      |                                      |                                      |                                      |  |  |                                        |                                        |                                        |                                        |  |  |                                        |                                        |                                        |                                        |
|  | Le 10 avril 2021 au Totally Wicked       | Le 10 avril 2021 au Totally Wicked | Le 10 avril 2021 au Totally Wicked     | Le 10 avril 2021 au Totally Wicked |            |            | Le 7 mai 2021 à l'Emerald Headingley | Le 7 mai 2021 à l'Emerald Headingley | Le 7 mai 2021 à l'Emerald Headingley | Le 7 mai 2021 à l'Emerald Headingley |  |  | Le 5 juin 2021 au Leigh Sports Village | Le 5 juin 2021 au Leigh Sports Village | Le 5 juin 2021 au Leigh Sports Village | Le 5 juin 2021 au Leigh Sports Village |  |  | Le 21 juillet 2021 au Stade de Wembley | Le 21 juillet 2021 au Stade de Wembley | Le 21 juillet 2021 au Stade de Wembley | Le 21 juillet 2021 au Stade de Wembley |
|  | St Helens                                | St Helens                          | 26                                     | 26                                 |            |            | Le 7 mai 2021 à l'Emerald Headingley | Le 7 mai 2021 à l'Emerald Headingley | Le 7 mai 2021 à l'Emerald Headingley | Le 7 mai 2021 à l'Emerald Headingley |  |  | Le 5 juin 2021 au Leigh Sports Village | Le 5 juin 2021 au Leigh Sports Village | Le 5 juin 2021 au Leigh Sports Village | Le 5 juin 2021 au Leigh Sports Village |  |  | Le 21 juillet 2021 au Stade de Wembley | Le 21 juillet 2021 au Stade de Wembley | Le 21 juillet 2021 au Stade de Wembley | Le 21 juillet 2021 au Stade de Wembley |
|  | St Helens                                | St Helens                          | 26                                     | 26                                 |            |            | Le 7 mai 2021 à l'Emerald Headingley | Le 7 mai 2021 à l'Emerald Headingley | Le 7 mai 2021 à l'Emerald Headingley | Le 7 mai 2021 à l'Emerald Headingley |  |  | Le 5 juin 2021 au Leigh Sports Village | Le 5 juin 2021 au Leigh Sports Village | Le 5 juin 2021 au Leigh Sports Village | Le 5 juin 2021 au Leigh Sports Village |  |  | Le 21 juillet 2021 au Stade de Wembley | Le 21 juillet 2021 au Stade de Wembley | Le 21 juillet 2021 au Stade de Wembley | Le 21 juillet 2021 au Stade de Wembley |
|  | Leeds                                    | Leeds                              | 18                                     | 18                                 |            |            | Le 7 mai 2021 à l'Emerald Headingley | Le 7 mai 2021 à l'Emerald Headingley | Le 7 mai 2021 à l'Emerald Headingley | Le 7 mai 2021 à l'Emerald Headingley |  |  | Le 5 juin 2021 au Leigh Sports Village | Le 5 juin 2021 au Leigh Sports Village | Le 5 juin 2021 au Leigh Sports Village | Le 5 juin 2021 au Leigh Sports Village |  |  | Le 21 juillet 2021 au Stade de Wembley | Le 21 juillet 2021 au Stade de Wembley | Le 21 juillet 2021 au Stade de Wembley | Le 21 juillet 2021 au Stade de Wembley |
|  | Leeds                                    | Leeds                              | 18                                     | 18                                 | St Helens  | St Helens  | 23                                   | 23                                   |                                      |                                      |  |  | Le 5 juin 2021 au Leigh Sports Village | Le 5 juin 2021 au Leigh Sports Village | Le 5 juin 2021 au Leigh Sports Village | Le 5 juin 2021 au Leigh Sports Village |  |  | Le 21 juillet 2021 au Stade de Wembley | Le 21 juillet 2021 au Stade de Wembley | Le 21 juillet 2021 au Stade de Wembley | Le 21 juillet 2021 au Stade de Wembley |
|  | Le 11 avril 2021 au Leigh Sports Village |                                    |                                        |                                    | St Helens  | St Helens  | 23                                   | 23                                   |                                      |                                      |  |  | Le 5 juin 2021 au Leigh Sports Village | Le 5 juin 2021 au Leigh Sports Village | Le 5 juin 2021 au Leigh Sports Village | Le 5 juin 2021 au Leigh Sports Village |  |  | Le 21 juillet 2021 au Stade de Wembley | Le 21 juillet 2021 au Stade de Wembley | Le 21 juillet 2021 au Stade de Wembley | Le 21 juillet 2021 au Stade de Wembley |
|  |                                          |                                    | Huddersfield                           | Huddersfield                       | 18         | 18         |                                      |                                      |                                      |                                      |  |  | Le 5 juin 2021 au Leigh Sports Village | Le 5 juin 2021 au Leigh Sports Village | Le 5 juin 2021 au Leigh Sports Village | Le 5 juin 2021 au Leigh Sports Village |  |  | Le 21 juillet 2021 au Stade de Wembley | Le 21 juillet 2021 au Stade de Wembley | Le 21 juillet 2021 au Stade de Wembley | Le 21 juillet 2021 au Stade de Wembley |
|  | Leigh                                    | Leigh                              | Huddersfield                           | Huddersfield                       | 18         | 18         | 18                                   | 18                                   |                                      |                                      |  |  | Le 5 juin 2021 au Leigh Sports Village | Le 5 juin 2021 au Leigh Sports Village | Le 5 juin 2021 au Leigh Sports Village | Le 5 juin 2021 au Leigh Sports Village |  |  | Le 21 juillet 2021 au Stade de Wembley | Le 21 juillet 2021 au Stade de Wembley | Le 21 juillet 2021 au Stade de Wembley | Le 21 juillet 2021 au Stade de Wembley |
|  | Leigh                                    | Leigh                              | Le 8 mai 2021 à l'Emerald Headingley   |                                    |            |            | 18                                   | 18                                   |                                      |                                      |  |  | Le 5 juin 2021 au Leigh Sports Village | Le 5 juin 2021 au Leigh Sports Village | Le 5 juin 2021 au Leigh Sports Village | Le 5 juin 2021 au Leigh Sports Village |  |  | Le 21 juillet 2021 au Stade de Wembley | Le 21 juillet 2021 au Stade de Wembley | Le 21 juillet 2021 au Stade de Wembley | Le 21 juillet 2021 au Stade de Wembley |
|  | Huddersfield                             | Huddersfield                       | 36                                     | 36                                 |            |            |                                      |                                      |                                      |                                      |  |  | Le 5 juin 2021 au Leigh Sports Village | Le 5 juin 2021 au Leigh Sports Village | Le 5 juin 2021 au Leigh Sports Village | Le 5 juin 2021 au Leigh Sports Village |  |  | Le 21 juillet 2021 au Stade de Wembley | Le 21 juillet 2021 au Stade de Wembley | Le 21 juillet 2021 au Stade de Wembley | Le 21 juillet 2021 au Stade de Wembley |
|  | Huddersfield                             | Huddersfield                       | 36                                     | 36                                 | St Helens  | St Helens  | 33                                   | 33                                   |                                      |                                      |  |  |                                        |                                        |                                        |                                        |  |  | Le 21 juillet 2021 au Stade de Wembley | Le 21 juillet 2021 au Stade de Wembley | Le 21 juillet 2021 au Stade de Wembley | Le 21 juillet 2021 au Stade de Wembley |
|  | Le 10 avril 2021 au Millennium Stadium   |                                    |                                        |                                    | St Helens  | St Helens  | 33                                   | 33                                   |                                      |                                      |  |  |                                        |                                        |                                        |                                        |  |  | Le 21 juillet 2021 au Stade de Wembley | Le 21 juillet 2021 au Stade de Wembley | Le 21 juillet 2021 au Stade de Wembley | Le 21 juillet 2021 au Stade de Wembley |
|  |                                          |                                    | Hull FC                                | Hull FC                            | 18         | 18         |                                      |                                      |                                      |                                      |  |  |                                        |                                        |                                        |                                        |  |  | Le 21 juillet 2021 au Stade de Wembley | Le 21 juillet 2021 au Stade de Wembley | Le 21 juillet 2021 au Stade de Wembley | Le 21 juillet 2021 au Stade de Wembley |
|  | Featherstone                             | Featherstone                       | Hull FC                                | Hull FC                            | 18         | 18         | 14                                   | 14                                   |                                      |                                      |  |  |                                        |                                        |                                        |                                        |  |  | Le 21 juillet 2021 au Stade de Wembley | Le 21 juillet 2021 au Stade de Wembley | Le 21 juillet 2021 au Stade de Wembley | Le 21 juillet 2021 au Stade de Wembley |
|  | Featherstone                             | Featherstone                       | Le 5 juin 2021 au Leigh Sports Village |                                    |            |            | 14                                   | 14                                   |                                      |                                      |  |  |                                        |                                        |                                        |                                        |  |  | Le 21 juillet 2021 au Stade de Wembley | Le 21 juillet 2021 au Stade de Wembley | Le 21 juillet 2021 au Stade de Wembley | Le 21 juillet 2021 au Stade de Wembley |
|  | Hull FC                                  | Hull FC                            | 34                                     | 34                                 |            |            |                                      |                                      |                                      |                                      |  |  |                                        |                                        |                                        |                                        |  |  | Le 21 juillet 2021 au Stade de Wembley | Le 21 juillet 2021 au Stade de Wembley | Le 21 juillet 2021 au Stade de Wembley | Le 21 juillet 2021 au Stade de Wembley |
|  | Hull FC                                  | Hull FC                            | 34                                     | 34                                 | Hull FC    | Hull FC    | 20                                   | 20                                   |                                      |                                      |  |  |                                        |                                        |                                        |                                        |  |  | Le 21 juillet 2021 au Stade de Wembley | Le 21 juillet 2021 au Stade de Wembley | Le 21 juillet 2021 au Stade de Wembley | Le 21 juillet 2021 au Stade de Wembley |
|  | Le 9 avril 2021 au York Community        |                                    |                                        |                                    | Hull FC    | Hull FC    | 20                                   | 20                                   |                                      |                                      |  |  |                                        |                                        |                                        |                                        |  |  | Le 21 juillet 2021 au Stade de Wembley | Le 21 juillet 2021 au Stade de Wembley | Le 21 juillet 2021 au Stade de Wembley | Le 21 juillet 2021 au Stade de Wembley |
|  |                                          |                                    | Wigan                                  | Wigan                              | 10         | 10         |                                      |                                      |                                      |                                      |  |  |                                        |                                        |                                        |                                        |  |  | Le 21 juillet 2021 au Stade de Wembley | Le 21 juillet 2021 au Stade de Wembley | Le 21 juillet 2021 au Stade de Wembley | Le 21 juillet 2021 au Stade de Wembley |
|  | York City                                | York City                          | Wigan                                  | Wigan                              | 10         | 10         | 0                                    | 0                                    |                                      |                                      |  |  |                                        |                                        |                                        |                                        |  |  | Le 21 juillet 2021 au Stade de Wembley | Le 21 juillet 2021 au Stade de Wembley | Le 21 juillet 2021 au Stade de Wembley | Le 21 juillet 2021 au Stade de Wembley |
|  | York City                                | York City                          | Le 8 mai 2021 à l'Emerald Headingley   |                                    |            |            | 0                                    | 0                                    |                                      |                                      |  |  |                                        |                                        |                                        |                                        |  |  | Le 21 juillet 2021 au Stade de Wembley | Le 21 juillet 2021 au Stade de Wembley | Le 21 juillet 2021 au Stade de Wembley | Le 21 juillet 2021 au Stade de Wembley |
|  | Wigan                                    | Wigan                              | 26                                     | 26                                 |            |            |                                      |                                      |                                      |                                      |  |  |                                        |                                        |                                        |                                        |  |  | Le 21 juillet 2021 au Stade de Wembley | Le 21 juillet 2021 au Stade de Wembley | Le 21 juillet 2021 au Stade de Wembley | Le 21 juillet 2021 au Stade de Wembley |
|  | Wigan                                    | Wigan                              | 26                                     | 26                                 | St Helens  | St Helens  | 26                                   | 26                                   |                                      |                                      |  |  |                                        |                                        |                                        |                                        |  |  |                                        |                                        |                                        |                                        |
|  | Le 9 avril 2021 au New Craven Park       |                                    |                                        |                                    | St Helens  | St Helens  | 26                                   | 26                                   |                                      |                                      |  |  |                                        |                                        |                                        |                                        |  |  |                                        |                                        |                                        |                                        |
|  |                                          |                                    | Castleford                             | Castleford                         | 12         | 12         |                                      |                                      |                                      |                                      |  |  |                                        |                                        |                                        |                                        |  |  |                                        |                                        |                                        |                                        |
|  | Hull KR                                  | Hull KR                            | Castleford                             | Castleford                         | 12         | 12         | 32                                   | 32                                   |                                      |                                      |  |  |                                        |                                        |                                        |                                        |  |  |                                        |                                        |                                        |                                        |
|  | Hull KR                                  | Hull KR                            |                                        |                                    |            |            |                                      | 32                                   |                                      |                                      |  |  |                                        |                                        |                                        |                                        |  |  |                                        |                                        |                                        |                                        |
|  | Castleford                               | Castleford                         | 33                                     | 33                                 |            |            |                                      |                                      |                                      |                                      |  |  |                                        |                                        |                                        |                                        |  |  |                                        |                                        |                                        |                                        |
|  | Castleford                               | Castleford                         | 33                                     | 33                                 | Castleford | Castleford | 19                                   | 19                                   |                                      |                                      |  |  |                                        |                                        |                                        |                                        |  |  |                                        |                                        |                                        |                                        |
|  | Le 10 avril 2021 à l'AJ Bell Stadium     |                                    |                                        |                                    | Castleford | Castleford | 19                                   | 19                                   |                                      |                                      |  |  |                                        |                                        |                                        |                                        |  |  |                                        |                                        |                                        |                                        |
|  |                                          |                                    | Salford                                | Salford                            | 18         | 18         |                                      |                                      |                                      |                                      |  |  |                                        |                                        |                                        |                                        |  |  |                                        |                                        |                                        |                                        |
|  | Salford                                  | Salford                            | Salford                                | Salford                            | 18         | 18         | 68                                   | 68                                   |                                      |                                      |  |  |                                        |                                        |                                        |                                        |  |  |                                        |                                        |                                        |                                        |
|  | Salford                                  | Salford                            | Le 7 mai 2021 à l'Emerald Headingley   |                                    |            |            | 68                                   | 68                                   |                                      |                                      |  |  |                                        |                                        |                                        |                                        |  |  |                                        |                                        |                                        |                                        |
|  | Widnes                                   | Widnes                             | 4                                      | 4                                  |            |            |                                      |                                      |                                      |                                      |  |  |                                        |                                        |                                        |                                        |  |  |                                        |                                        |                                        |                                        |
|  | Widnes                                   | Widnes                             | 4                                      | 4                                  | Castleford | Castleford | 35                                   | 35                                   |                                      |                                      |  |  |                                        |                                        |                                        |                                        |  |  |                                        |                                        |                                        |                                        |
|  | Le 11 avril 2021 au Heywood Road         |                                    |                                        |                                    | Castleford | Castleford | 35                                   | 35                                   |                                      |                                      |  |  |                                        |                                        |                                        |                                        |  |  |                                        |                                        |                                        |                                        |
|  |                                          |                                    | Warrington                             | Warrington                         | 20         | 20         |                                      |                                      |                                      |                                      |  |  |                                        |                                        |                                        |                                        |  |  |                                        |                                        |                                        |                                        |
|  | Swinton                                  | Swinton                            | Warrington                             | Warrington                         | 20         | 20         | 8                                    | 8                                    |                                      |                                      |  |  |                                        |                                        |                                        |                                        |  |  |                                        |                                        |                                        |                                        |
|  | Swinton                                  | Swinton                            |                                        |                                    |            |            |                                      | 8                                    |                                      |                                      |  |  |                                        |                                        |                                        |                                        |  |  |                                        |                                        |                                        |                                        |
|  | Warrington                               | Warrington                         | 32                                     | 32                                 |            |            |                                      |                                      |                                      |                                      |  |  |                                        |                                        |                                        |                                        |  |  |                                        |                                        |                                        |                                        |
|  | Warrington                               | Warrington                         | 32                                     | 32                                 | Warrington | Warrington | 16                                   | 16                                   |                                      |                                      |  |  |                                        |                                        |                                        |                                        |  |  |                                        |                                        |                                        |                                        |
|  | Le 10 avril 2021 au Totally Wicked       |                                    |                                        |                                    | Warrington | Warrington | 16                                   | 16                                   |                                      |                                      |  |  |                                        |                                        |                                        |                                        |  |  |                                        |                                        |                                        |                                        |
|  |                                          |                                    | Dragons Catalans                       | Dragons Catalans                   | 6          | 6          |                                      |                                      |                                      |                                      |  |  |                                        |                                        |                                        |                                        |  |  |                                        |                                        |                                        |                                        |
|  | Dragons Catalans                         | Dragons Catalans                   | Dragons Catalans                       | Dragons Catalans                   | 6          | 6          | 26                                   | 26                                   |                                      |                                      |  |  |                                        |                                        |                                        |                                        |  |  |                                        |                                        |                                        |                                        |
|  | Dragons Catalans                         | Dragons Catalans                   |                                        |                                    |            |            |                                      | 26                                   |                                      |                                      |  |  |                                        |                                        |                                        |                                        |  |  |                                        |                                        |                                        |                                        |
|  | Wakefield                                | Wakefield                          | 6                                      | 6                                  |            |            |                                      |                                      |                                      |                                      |  |  |                                        |                                        |                                        |                                        |  |  |                                        |                                        |                                        |                                        |
|  | Wakefield                                | Wakefield                          | 6                                      | 6                                  |            |            |                                      |                                      |                                      |                                      |  |  |                                        |                                        |                                        |                                        |  |  |                                        |                                        |                                        |                                        |
|  |                                          |                                    |                                        |                                    |            |            |                                      |                                      |                                      |                                      |  |  |                                        |                                        |                                        |                                        |  |  |                                        |                                        |                                        |                                        |

## Finale (17 juillet 2021)
(mt : 6 - 12)
Homme du match :  Niall Evalds
Points marqués : 
- St Helens : 4 essais de Fages (10e), Roby (42e), Makinson (51e) et Amor (78e) ; 3 transformations de Coote (11e, 43e, 79e) ; 2 pénalités de Coote (66e et 71e).
- Castleford : 2 essais de Evalds (16e) et Trueman (25e) ; 2 transformations de O'Brien (18e et (26e)).

Évolution du score : 6-0, 6-6, 6-12 (mi-temps), 12-12, 16-12, 18-12, 20-12, 26-12
Arbitre :   Liam Moore
Spectateurs : 40 000
Composition des équipes :
- St Helens : Lachlan Coote - Tommy Makinson, Kevin Naiqama, Mark Percival, Regan Grace - Jonny Lomax (o), Théo Fages (m) - Alex Walmsley, James Roby, Louie McCarthy-Scarsbrook, Joel Thompson, Joe Batchelor, Morgan Knowles - Matthew Lees, Kyle Amor, Agnatius Pa'asi, Jack Welsby - Entraîneur : Kristian Woolf
- Castleford : Niall Evalds - Derrel Olpherts, Peter Mata'utia, Michael Shenton, Jordan Turner - Gareth O'Brien (o), Jacob Trueman (m) - Nathan Massey, Jesse Sene-Lefao, Oliver Holmes, George Griffin, Paul Mcshane, Grant Millington - Liam Watts, Adam Milner, Alex Foster, Daniel Smith - Entraîneur : Daryl Powell

## Médias
Poursuivant une tradition ininterrompue, la BBC diffuse la coupe sur ses chaines nationales principales ( BBC 1 ou BBC 2) au Royaume-Uni.
En France, Beinsport se lance timidement dans la diffusion des matchs dans lesquels jouent les Dragons catalans.